# Теорема Машке
Теорема Машке — теорема теории представлений, утверждающая при определённых условиях на характеристику поля, что всякое конечномерное представление конечной группы раскладывается в прямую сумму неприводимых.

## Трюк Машке
Пусть имеются два линейных представления {\displaystyle \varphi :G\rightarrow GL(V),\ \psi :G\rightarrow GL(W)} конечной группы {\displaystyle G} над полем {\textstyle \mathbb {F} }, характеристика которого не делит порядок группы {\displaystyle G}. Тогда по любому линейному отображению {\displaystyle f:V\rightarrow W} можно построить гомоморфизм линейных представлений {\displaystyle F:V\rightarrow W}. Причём если {\displaystyle U} — такое инвариантное относительно линейного представления {\displaystyle \varphi } подпространство, что {\displaystyle f|_{U}} есть гомоморфизм линейных представлений, то {\displaystyle F|_{U}=f|_{U}}.
Доказательство. Зададим гомоморфизм линейных представлений таким образом: {\displaystyle F(v)={\dfrac {1}{|G|}}\sum _{g\in G}\psi (g)f(\varphi (g^{-1})v)}. Проверим, что это действительно гомоморфизм представлений. Пусть {\displaystyle h\in G,\ v\in V}. Тогда {\displaystyle \psi (h)F(v)=\psi (h){\dfrac {1}{|G|}}\sum _{g\in G}\psi (g)f(\varphi (g^{-1})v)={\dfrac {1}{|G|}}\sum _{g\in G}\psi (hg)f(\varphi ((hg)^{-1})\varphi (h)v)=F(\varphi (h)v)}. Теперь пусть {\displaystyle U\subseteq V} — такое инвариантное относительно линейного представления {\displaystyle \varphi } подпространство, что {\displaystyle f|_{U}} есть гомоморфизм линейных представлений. Покажем, что {\displaystyle F|_{U}=f|_{U}}. Действительно, {\displaystyle F(u)={\dfrac {1}{|G|}}\sum _{g\in G}\psi (g)f(\varphi (g^{-1})u)={\dfrac {1}{|G|}}\sum _{g\in G}\psi (g)\psi (g^{-1})f(u)=f(u)} для всякого {\displaystyle u\in U}. {\displaystyle \blacksquare }

## Доказательство теоремы Машке
Докажем, что выполняется свойство отщепляемости. Пусть {\displaystyle U} -- инвариантное подпространство для линейного представления {\displaystyle \varphi :G\rightarrow GL(V)}, где {\displaystyle V} -- конечномерное линейное пространство над полем  {\displaystyle \mathbb {F} }, характеристика которого не делит порядок группы {\displaystyle G}. Возьмём произвольное подпространство {\displaystyle W\subseteq V}, что {\displaystyle V=U\oplus W}. Рассмотрим линейное отображение {\displaystyle f:V\rightarrow U}, являющийся проектором на подпространство {\displaystyle U} параллельно {\displaystyle W}. Тогда {\displaystyle f|_{U}=id_{U}}. Воспользуемся трюком Машке и получим гомоморфизм {\displaystyle F:V\rightarrow U} для линейных представлений {\displaystyle \varphi } и {\displaystyle \varphi |_{U}}. Заметим, что {\displaystyle F|_{U}=f|_{U}=id_{U}}, следовательно {\displaystyle F|_{U}^{2}=F|_{U}}. В силу того, что {\displaystyle F} гомоморфизм представлений, получаем, что ядро {\displaystyle Ker\,F} является инвариантным подпространством для {\displaystyle \varphi }. 
Для всякого {\displaystyle v\in V} верно, что {\displaystyle v=F(v)+(v-F(v))}, {\displaystyle F(v)\in U,\ v-F(v)\in Ker\,F}. Также видно, что {\displaystyle U\cap Ker\,F=\{0\}}, а значит {\displaystyle V=U\oplus Ker\,F}. Таким образом, доказано выполнение свойства отщепляемости, следовательно, линейное представление {\displaystyle \varphi } является вполне приводимым, то есть раскладывается в прямую сумму неприводимых линейных представлений. {\displaystyle \blacksquare }